# Michel Martelly
Michel Joseph Martelly (n. Puerto Príncipe, Haití; 12 de febrero de 1961) es un político y exmúsico haitiano que se desempeñó como el 41° presidente de la República de Haití desde el 14 de mayo de 2011 al 7 de febrero de 2016.
Como cantante y tecladista, "Sweet Micky" es conocido por su música Konpa, un estilo de música de baile haitiana cantada predominantemente en el idioma criollo haitiano, pero lo mezcló con otros estilos. Martelly popularizó una "nueva generación" de compás con bandas más pequeñas que se basaban en sintetizadores e instrumentos electrónicos. De 1989 a 2008, Martelly grabó más de una docena de álbumes de estudio y varios CD en vivo. Como músico y propietario de un club en Haití a finales de la década de 1980 y principios de la de 1990, Martelly se asoció con el ejército y la policía neo-duvalieristas haitianos, incluidas figuras como el jefe de policía Michel François, y estuvo de acuerdo con el golpe de Estado de 1991 contra Jean-Bertrand Aristide. En 1995, después de que Aristide fuera restaurado en el cargo, el nombre de Martelly apareció en una lista negra de partidarios del golpe, y se mantuvo alejado de Haití durante casi un año. Durante este tiempo, lanzó una canción, "Prezidan" (en el álbum Pa Manyen), "una cancioncilla exuberante que pedía un presidente que hiciera de compas".  Sin embargo, no se postuló para un cargo político hasta 2010, cuando se convirtió en candidato a la presidencia de Haití.
Después del catastrófico terremoto, Martelly ganó las elecciones generales de 2010-2011 para su partido Repons Peyizan (Partido de Respuesta Campesina), después de una segunda vuelta contra la candidata Mirlande Manigat. Martelly había quedado en tercer lugar en la primera vuelta de las elecciones, hasta que la Organización de los Estados Americanos obligó a Jude Célestin a retirarse debido a un presunto fraude. Martelly asumió su cargo de presidente de Haití el 14 de mayo de 2011 después de que René Préval se retirara a su casa en Marmelade. Su campaña electoral incluyó la promesa de restablecer el ejército de la nación, que había sido abolido en la década de 1990 por Jean-Bertrand Aristide. Renunció a la presidencia en febrero de 2016. El 17 de noviembre de 2022 fue sancionado por el Gobierno canadiense, que lo acusa de participar en violaciones de derechos humanos y de apoyar a bandas criminales.

## Infancia y juventud
Nació en el seno de una familia de clase media, su padre era supervisor de una planta petrolífera. Su abuelo materno, Auguste de Pradine, fue un cantante haitiano que compuso canciones en contra de la ocupación estadounidense en Haití. Martelly aprendió a tocar el piano por sí mismo. Después de graduarse de la preparatoria y tras ser rechazado en la Facultad de Medicina de Haití, se inscribe en la Academia Militar Haitiana, pero luego fue expulsado tras, según él, haber preñado a la ahijada de un general. Durante su juventud, fue miembro de las milicias del régimen de Duvalier. En 1984 emigra hacia los Estados Unidos junto a su primera esposa, donde brevemente asiste a la universidad comunitaria de Red Rocks. En 1986, tras cursar apenas un semestre, se divorcia y regresa a Haití en el momento en que el dictador Jean-Claude Duvalier (Baby Doc) es derrocado y obligado a exiliarse. En 1987 retorna a los Estados Unidos con su novia Sofía, se casa con ella en Miami y tienen a su primer hijo: Olivier. Martelly se dedica a trabajar en un local en construcción durante un año, y regresa de nuevo con su esposa a Haití. En 1988 regresa a Haití, e inicia su carrera musical tocando el teclado en eventos locales de Ciudad Petión y Kenscoff, ambos suburbios de Puerto Príncipe.

## Carrera musical
Michel Martelly ha sido un pionero en las bandas que solamente tocan konpa dirèk, un género bailable surgido en Haití en lengua criolla. Este género surgió en la década de 1950 y fue creado por Nemours Jean-Baptiste. Martelly, un tecladista y autoproclamado el presidente del konpa dirèk, popularizó un estilo nouvelle génération o de nueva generación.

## Carrera política
Las relaciones de Martelly con miembros de pasados gobiernos de Haití y con diplomáticos estadounidenses han recibido opiniones mixtas y críticas por fanes y activistas. Es bien sabido que Martelly es un amigo del presidente René Préval, y que también tiene lazos de amistad con el teniente coronel Michel François, exjefe de la policía de Puerto Príncipe, que fue condenado por crímenes de lesa humanidad.
Antes del golpe de Estado que derrocó a Jean-Bertrand Aristide, en el cual participó Martelly con el grupo de GNB, operó una discoteca que se llamaba The Garage, que era frecuentada por militares haitianos y otros miembros de la clase dirigente. Más tarde, después del segundo golpe de Estado que sufrió Aristide, Martelly presentó una serie de conciertos en contra del regreso del derrocado presidente y de cualquier presencia estadounidense en la nación. El carismático Martelly rehusó retractarse ante las críticas de sus afiliaciones con políticos y funcionarios gubernamentales. Como en una ocasión le dijo a un reportero: "Yo no tengo por qué defenderme....es mi derecho. Es mi país. Yo puedo luchar por lo que creo."
En 1997, participó en Creer es Poder, un video musical educativo acerca del VIH, con un mensaje de prevención de la epidemia del Sida. Su labor humanitaria como presidente de la Foundation Rose et Blanc, una institución fundada por él y su esposa, en favor de los pobres y marginados del país, [cita requerida]fue la base para su selección como Embajador haitiano de Buena Voluntad para la protección del Medio Ambiente por el gobierno del Pdte. Préval.

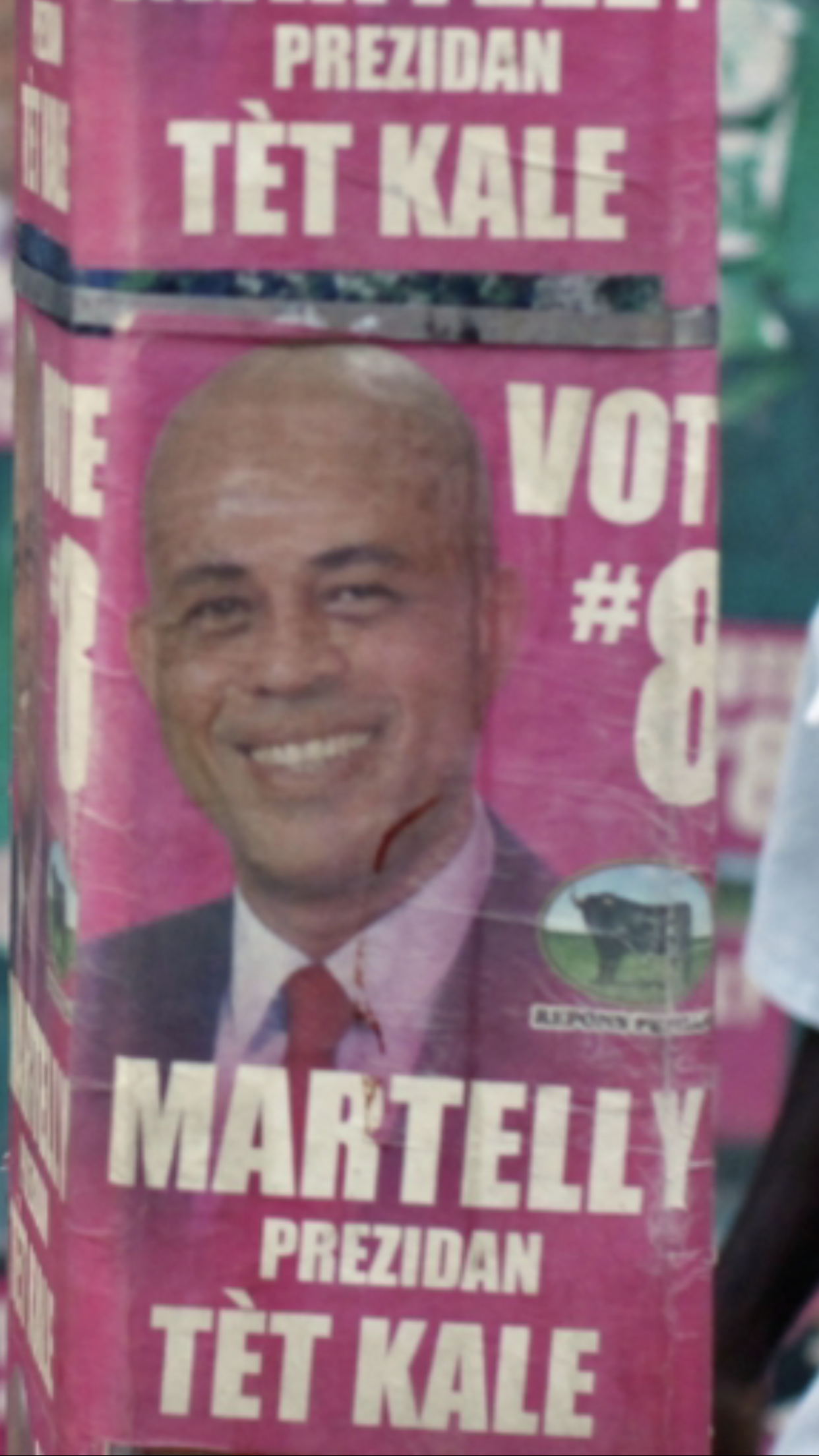
Ficha sobre la campaña de Martelly, 2010

En 2010, se postuló como candidato a la presidencia de Haití. Es asesorado por la agencia Ostos & Sola, vinculada al Partido Popular español. Habla de forma conservadora y da prioridad a la restauración del orden. Apoyado por el ex portavoz de la Embajada de Estados Unidos Stanley Schager, que desempeñó un papel clave durante el golpe de Estado y el período de embargo de 1991, quedó en tercer lugar con el 21,84% de los votos, en comparación con el 31,37% para Mirlande Manigat y el 22,48% para Jude Celestin. Este hecho suscitó una crisis electoral, porque se alegó que el candidato oficialista Jude Célestin había sido favorecido por un fraude cometido por el gobierno
La Organización de los Estados Americanos (OEA) y los Estados Unidos están ejerciendo una fuerte presión para excluir a Celestin de la segunda vuelta, a favor de Martelly. Después de varios meses de espera, la Comisión Electoral de Haití aceptó. Como líder del partido presidencial, el ministro de Justicia Paul Denis denuncia a Estados Unidos, Francia y Canadá, y equipara estas presiones con un nuevo golpe de Estado: "Han obtenido resultados de sus bolsillos, actúan como colonos, pero hay hombres y mujeres en este país que exigen ser tratados con dignidad!"

## Presidencia (2011-2016)

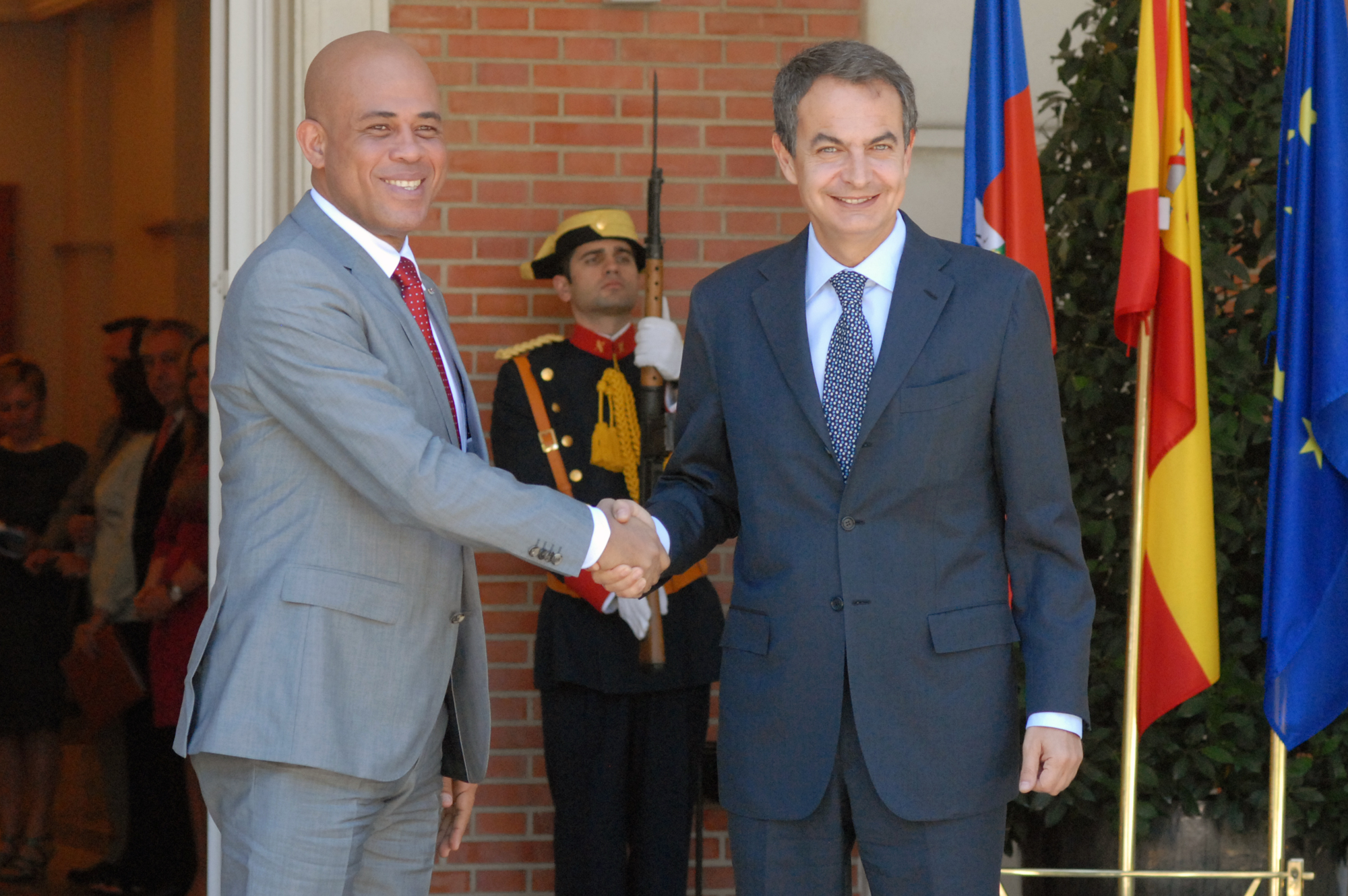
Martelly con el presidente del gobierno español José Luis Rodríguez Zapatero

Después del devastador terremoto de 2010, Martelly prestó juramento como presidente de Haití el 14 de mayo de 2011, lo que marcó la primera vez en la historia de Haití que un presidente en ejercicio transfirió pacíficamente el poder a un miembro de la oposición. En el aniversario del terremoto, el actual primer ministro haitiano, Jean-Max Bellerive, renunció para permitir que Martelly eligiera su propio primer ministro. Martelly se apresuró a prometer reformas para el proceso de reconstrucción posterior al terremoto.
La ceremonia de investidura se tuvo que celebrar en el Parlamento provisional. La ceremonia se inició a las 8 a. m., hora local (13:00 GMT). A las 9:30 a. m. (14:30 GMT) se depositó una ofrenda floral en el Museo del Panteón Nacional.Se estima que la ceremonia costó US$ 2 millones.
En agosto de 2011, Martelly anunció un plan para reinstaurar el ejército de la nación. Este plan fue controvertido ya que muchos activistas de derechos humanos estaban preocupados por el regreso de un ejército responsable de muchas atrocidades en el pasado.
En septiembre de 2011, Martelly formó una junta asesora que incluía ejecutivos de empresas, banqueros y políticos como el ex presidente estadounidense Bill Clinton, que esperaba que mejorara la economía.
En febrero de 2012, el primer ministro de Martelly, Garry Conille, dimitió tras cinco meses en el cargo. Fue sustituido en mayo por Laurent Lamothe, ministro de Asuntos Exteriores haitiano.
Entre marzo y abril de 2012, Martelly fue acusado de corrupción, con acusaciones de que durante y después del terremoto y las elecciones presidenciales de 2010, había aceptado 2,6 millones de dólares en sobornos para garantizar que una empresa constructora de la República Dominicana continuara recibiendo contratos bajo su presidencia. Martelly negó las acusaciones. Las empresas propiedad de Félix Bautista o controladas por él habían recibido contratos sin licitación por valor de 200 millones de dólares, otorgados por el ex primer ministro haitiano Jean-Max Bellerive . En octubre de 2013, Martelly se reunió con un traficante de armas franco-polaco , Pierre Dadak, y dos empresarios canadienses para discutir un plan de 20.000 millones de dólares para desarrollar Île-à-Vache, un plan que fracasó, pero que suscitó cierta controversia. En noviembre de 2013 se llevaron a cabo protestas antigubernamentales en el país por el alto costo de la vida y la corrupción.
Las elecciones intermedias al Senado estaban previstas inicialmente para mayo de 2012, mientras que las elecciones municipales llevaban tres años de retraso. Se pospusieron nuevamente el 26 de octubre de 2014 (el día en que debían celebrarse) debido al actual estancamiento entre el gobierno y un grupo de senadores de la oposición sobre una ley electoral. El gobierno haitiano enfrentó meses de protestas por el retraso de las elecciones. El primer ministro haitiano, Laurent Lamothe, dimitió el 14 de diciembre y fue sustituido por Evans Paul . Pero las protestas callejeras continuaron y se renovaron los llamamientos a la dimisión del presidente.
El 13 de enero de 2015, el parlamento fue disuelto una vez expirado su mandato y cuatro días después, miles de manifestantes en Puerto Príncipe exigieron nuevamente la dimisión del presidente. La policía utilizó gases lacrimógenos y cañones de agua para dispersar a la multitud. Martelly instó a los manifestantes a respetar el orden público y dijo que había llegado a un acuerdo con la oposición para formar un gobierno de consenso en las próximas 48 horas. En marzo de 2015 se anunciaron nuevas fechas para las elecciones, tanto para el Parlamento como para la presidencia. Martelly no era elegible para postularse nuevamente porque la constitución de Haití no permite mandatos consecutivos.
El 9 de agosto de 2015 se celebraron las primeras elecciones en Haití bajo la presidencia de Michel Martelly. Los ciudadanos votaron en la primera vuelta para cubrir dos tercios del Senado de 30 miembros y toda la Cámara de Diputados de 119 miembros. En la capital, grupos de jóvenes rompieron papeletas mientras policías fuertemente armados disparaban al aire para restablecer el orden. Se arrojaron piedras en respuesta antes de que las autoridades cerraran el colegio electoral. Los medios locales informaron del cierre de numerosos colegios electorales en otras partes del país y de detenciones dispersas de personas acusadas de votar más de una vez. 54 colegios electorales, aproximadamente el 5 por ciento del total, fueron cerrados en medio de violencia y otros disturbios. La primera vuelta de las elecciones presidenciales de Haití estaba prevista para el 25 de octubre de 2015.
El 25 de octubre de 2015 se celebraron en Haití elecciones presidenciales, además de elecciones locales y la segunda vuelta de las elecciones legislativas . La segunda vuelta de estas elecciones estaba prevista para el 27 de diciembre de 2015. Según los resultados preliminares publicados por el Consejo Electoral Provisional, Jovenel Moïse obtuvo el 32,81% de las preferencias y Jude Célestin el 25,27%.
Martelly renunció a la presidencia el 10 de febrero de 2016, dejando a Haití sin presidente durante una semana. El 17 de febrero de 2016, fue sucedido por Jocelerme Privert, quien se desempeñó como presidente interino. En medio de acusaciones de fraude en las elecciones de 2015, Privert creó una comisión de verificación de un mes de duración para restaurar la legitimidad del proceso electoral. En mayo de 2016, la comisión auditó aproximadamente 13.000 papeletas y determinó que las elecciones habían sido deshonestas y recomendó rehacer completamente las elecciones.

## Postpresidencia
El 17 de noviembre de 2022, el Gobierno de Canadá impuso sanciones conjuntas contra Martelly y los ex primeros ministros Laurent Lamothe y Jean Henry Ceant . Las sanciones contra Martelly fueron una respuesta a su presunta participación en "violaciones graves y sistemáticas de derechos humanos en Haití". En concreto Martelly está acusado de apoyar a bandas armadas violentas en Haití que aterrorizan a la población. Un Martelly "atormentado" fue visto regresando a Haití desde Miami 24 horas antes de que se anunciaran públicamente las sanciones, viajando con nueve maletas.
Un comunicado de prensa de la oficina del primer ministro canadiense Justin Trudeau mencionó que Martelly es "sospechoso de proteger y permitir las actividades ilegales de bandas criminales armadas.

## Vida personal

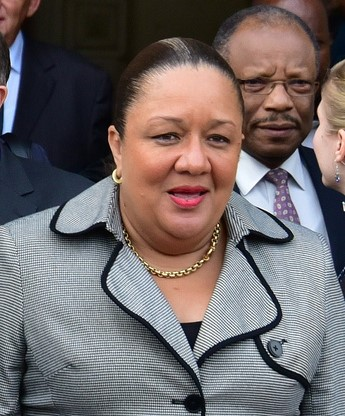
Sophia Martelly, esposa de Michel Martelly y ex primera dama de Haití

Actualmente Martelly fue forzado a regresar a Haití después de ser sancionado por los gobiernos estadounidense y de Canadá por su participación en el financiamiento de las bandas armadas de Haití, aunque su segunda residencia en Palm Beach en la Florida fue cercada por el gobierno estadounidense. Allí Vive con su esposa y mánager, Sophia Saint-Rémy y sus cuatro hijos. En 2006, Martelly anunció su retirada de la música, dejaría de grabar discos y presentarse en conciertos, pero dos años después anunció su regreso a la música con un nuevo sencillo, Magouye, y un nuevo filme corto, Bandi Legal.
Es primo de Richard Morse, famoso músico y administrador de un hotel en Puerto Príncipe.
Según relataron muchos periódicos haitianos, el expresidente de Haití de Kompa tiene prohibido su ingreso en Estados Unidos y Canadá, y muy pronto la ONU tomará otras sanciones en su contra.

## Discografía
| Álbum          | Fecha |
| -------------- | ----- |
| Woule Woule    | 1989  |
| Anba Rad La    | 1990  |
| The Sweetest   | 1992  |
| Men Koze-A     | 1993  |
| I Don't Care   | 1994  |
| Pa Manyen      | 1995  |
| Tout Ce Mately | 1996  |
| Aloufa         | 1997  |
| 100.000 Volts  | 1998  |
| Dènye Okazyon  | 1999  |
| 'SiSiSi        | 2001  |
| Totot          | 2003  |
| GNB            | 2005  |
| Bandi Legal    | 2008  |